# Luigi Mazzella
Luigi Mazzella (ur. 26 maja 1932 w Salerno) – włoski prawnik i urzędnik państwowy, minister ds. administracji publicznej (2002–2004), sędzia Sądu Konstytucyjnego (2005–2014).

## Życiorys
Absolwent studiów prawniczych na Uniwersytecie Neapolitańskim im. Fryderyka II (1952). Od 1954 pracował w Avvocatura dello Stato, organie zajmującym się ochroną praw i interesów państwa włoskiego. Pełnił różne funkcje w strukturach tej instytucji, od 2001 kierował nią jako rzecznik generalny.
Od 14 listopada 2002 do 2 grudnia 2004 sprawował urząd ministra ds. administracji publicznej w drugim rządzie Silvia Berlusconiego. W czerwcu 2005 został wybrany na sędziego Sądu Konstytucyjnego na okres dziewięcioletniej kadencji, która upłynęła w 2014. Od 2013 był wiceprzewodniczącym Sądu Konstytucyjnego.
Odznaczony m.in. Orderem Zasługi Republiki Włoskiej klasy III (1977), II (1984) i I (2002).